# 4e Bureau central du Parti communiste chinois

Le 4e Bureau central du Parti communiste chinois (en chinois : 中国共产党第四届中央局) est le bureau politique élu par le 4e congrès national du parti, à Canton (dans la province du Guangdong), en janvier 1925.

## Membres
Les membres du bureau politique sont les suivants : 
- Chen Duxiu, secrétaire général et président du département de l'Organisation centrale
- Peng Shuzhi (彭述之), président du département central de la Propagande
- Zhang Guotao, président du département central des Travailleurs et des Fermiers
- Cai Hesen, membre du département central de la Propagande
- Qu Qiubai, membre du département central de la Propagande